# 萊特氏犁齒䲁
萊特氏間頸鬚鳚（学名：Entomacrodus stellifer lighti），又名萊特氏犁齒鳚、狗鰷，为輻鰭魚綱鳚形目鳚科犁齒鳚屬下的一个种，分布於西太平洋暹羅灣及南海海域，深度0至3公尺，本魚體延長形，稍側扁，似圓柱狀，頭鈍短，頭頂無冠膜，頸部無葉片狀皮瓣，僅有一低皮褶，鼻鬚掌狀分支，眼上有觸鬚，頸背兩側各有1條卷鬚，上唇邊緣內側光滑，背鰭與尾柄相連，體淺橄欖灰色，有3條寬而暗的帶紋從眼睛向外輻射，身體側面有一系列H形暗條紋，第一和第二背棘之間遠端有一個大的黑斑，背鰭硬棘13枚、背鰭軟條15-16枚、臀鰭硬棘2枚、臀鰭軟條16-18枚，體長可達11.8公分，棲息在珊瑚礁的湧浪區，以藻類及碎屑為食，雌魚產附著性卵，雄魚有護卵行為，幼魚為浮游性，生活習性不明。

## 扩展阅读
- 維基物種上的相關：萊特氏間頸鬚鳚